# 請問您今天要來點兔子嗎？
《請問您今天要來點兔子嗎？》（簡稱「點兔」）是由日本漫畫家Koi所創作的四格漫畫作品。
《請問您今天要來點兔子嗎？》最初刊登于芳文社四格漫畫雜誌《Manga Time Kirara MAX》2010年12月号，并于同杂志2011年3月號正式開始連載。此外，還曾在《Manga Time Kirara Carat》2012年4月号客串刊載，及在《Animedia》（学研出版）2014年5月号至7月号刊載。臺灣及香港繁體中文版由尖端出版代理發行。

## 故事簡介
故事发生在一个以木造房屋與石板路为特色的小鎮。来到小镇就讀高中的心愛，在寻找预定的寄宿家庭時偶然进入了一間咖啡店「Rabbit House」，遇到嬌小的少女智乃以及毛茸茸的安哥拉兔提比，詢問之下发现這就是她要寄宿的家庭。心愛的高中規定學生必須在寄宿家庭工作，因此心愛成為了Rabbit House的店員。心愛將智乃視為自己的妹妹一樣疼愛。与心愛同在Rabbit House打工的理世出身自軍人世家，有軍人氣質，身邊總是帶著模型槍。心愛的同学千夜出身自和风咖啡店「甘兔庵」，帶有日式氣息，喜歡幫新研發的和菓子取名字。心愛一行人在小鎮的店家挑選杯子時遇到了優等生紗路，她是理世小一屆的學妹，害羞又彆扭，不管做甚麼事情都帶有大小姐的氣質，卻住在破破舊舊的家。以五名少女为中心的日常轻喜剧就此展开。
作品中的小镇参考斯特拉斯堡、科尔马、蒙马特、里屈埃维和埃吉桑等法国城镇:113。电视动画第一期第8集出现的温泉泳池场景则是参考匈牙利布达佩斯塞切尼温泉浴场。

## 登場人物
主要人物的姓名源自于饮料名称。

### 主要人物
保登心愛（聲：佐倉綾音）
生日：4月10日、血型：B型、身高：154cm、代表色：粉紅色
本作品的主角，15歲高一生→16歲高二生→17歲高三生。智乃的乾姊姊，橘色短髮，頭上戴著一半花朵造型的髮飾。就讀高中時搬到木造房屋與石板路的小鎮，在偶然的機會之下到Rabbit House寄宿。當初由於她無法辨識咖啡的味道與香氣，因此與咖啡店有疏離感，不過來到Rabbit House當店員之後學習到適應的技術。
有著個性明亮又開朗的性格，能夠很輕易跟陌生人混熟，自稱三秒內就能交朋友，不過帶有一點粗心大意的小毛病，但經常能幫智乃跟理世的忙，能看懂千夜改名寫的菜單。非常喜歡可愛的事物以及毛茸茸的東西，但做重要的事時常常會因此分心。由於她是四兄弟姐妹中最小的，因此希望有一個妹妹，將智乃視為自己的妹妹一樣疼愛，所以當智乃表示憧憬其他人時會感到很吃醋。
很喜歡被稱做「姊姊」，也常常想要對智乃做身為姊姊該做的事，聽到「姊姊」二字，即使在熟睡的狀態下，也會立刻爬起來。
由於老家是麵包店的緣故，對於做麵包的熱情比任何人來得強，而在Rabbit House的菜單上做了提比麵包。但除了麵包之外，並不擅長其它料理，幫忙做味噌湯時被紗路嫌礙手礙腳。
心愛的花瓣髮飾是萌香送的，但只有一半，另一半由萌香持有。
擅長數學與物理，心算能力強到能一瞬間算出三位數乘法，還可以把質數背到四位數，但文科的成績非常慘淡。另外也是個方向感很差的路癡，第一天上學完全找不到學校。將來的夢想是麵包店老闆或「鎮上的國際咖啡師兼律師」，後來遇到青山小姐後也想要當小說家。
似乎有灵异体质，小時候遇過智乃的爺爺，聽到智乃的爺爺想變成兔子之後，便基於好心，想施魔法幫助他變成兔子；萬聖節時偶遇智乃的母親，並被她教導手中變出糖果的魔法；和麻耶在漫游时找到了镇子里不存在的游乐场。
姓名源自於熱可可。
香風智乃（聲：水瀨祈）
生日：12月4日、血型：AB型、身高：144cm、代表色：藍色
13歲中二生→14歲中三生→15歲高一生，Rabbit House老闆的孫女，心愛的乾妹妹（表面不接受），藍色長髮，安哥拉兔提比總是喜歡坐在她的頭上。無口系，不擅長與人相處；平時面無表情，也不愛笑，心愛曾為了要拍到她笑的照片費了一番心力。由於母親早逝、爺爺也變成提比，讓她從小就必須承擔Rabbit House的經營，即使有心愛和理世的加入，大多的事情都還是靠智乃在打理，使她言行舉止頗為成熟，連心愛都覺得智乃比自己可靠多了。偶爾有孩子氣的一面，但自己並不喜歡被當成小孩子看待。可以單憑氣味分辨咖啡的種類，但喝的咖啡一定要加砂糖和牛奶。由於被紗路的氣質所吸引，以及曾經教過自己功課的緣故，讓她十分憧憬紗路。
本身有著會被動物討厭的體質，因此除了提比以外，不敢接近其他動物，為此十分困擾。當她有一次看到心愛能夠輕易抱起野兔時，露出十分沮喪的表情，不過豆餡對她並不害怕。
雖然年紀小，但十分在意自己的身高和身材，會想各種方法增高減肥以及促進發育，很羨慕理世和千夜的身材，會以她們兩位為目標，另外聽到心愛說自己是不易發胖和不會蛀牙的體質就氣到要拿枕頭打她。
相當容易醉，即使是吃酒心巧克力也會醉，而且就跟紗路一樣，酒醉後性格會大轉變，會把心愛等人都看作自己的姐姐，並充分表現出妹妹的行為，不過又跟紗路不同，是酒後留有記憶的類型，所以酒醒後會對於自己酒醉期間的所做所為感到非常羞恥。
有著不管畫什麼，都一定會畫成抽象畫的特殊能力。
很喜歡講鬼故事，但講的故事很容易被戳破背後是什麼真相，聽的人都會露出笑容。
平常面對心愛的熱情，反應頗為冷淡；但看到心愛、理世、麻耶與小惠很要好時，產生些許嫉妒心，但並沒有察覺到自己的這份心情，心愛不在時，會不自覺泡一堆热可可，被戲稱為「心愛相思病」。提比曾認為，心愛誇獎智乃的方式和她已故的母親一模一樣；雖然智乃倔強的說「才不一樣」，卻露出難得的笑容，也曾對心愛説很高興她能來到鎮上，顯示出心愛在智乃心中其實有相當的份量。決定畢業之後要就讀心愛的高中。
於2018年6月號收到合格通知，並於2020年8月號正式升上高中。
姓名源自於卡布奇諾。
天天座理世（聲：種田梨沙）
生日：2月14日、血型：A型、身高：160cm、代表色：紫色
16歲高二生→17歲高三生→18歲大一生，在Rabbit House打工的店員，紫髮雙馬尾，身材姣好，個性傲嬌，擔任吐槽的角色。本身是軍人世家的女兒，也是千金小姐。她的父親和智乃的父親是老朋友，她才會選擇來Rabbit House打工。
平時言行舉止很像軍人，平常的事也會被她往軍人的方向去想，身上經常帶著槍，也有帶軍刀，因此不管是誰都認為她根本是真的軍人，但她不想承認；此外力氣也很大，可以輕鬆拿重物，還可以徒手把盤子拆成兩半，動畫版還有將羽球打到卡在樹幹裡的一幕。讀書運動萬能，幾乎什麼都會，因此在學校粉絲特別多，還擔任學校所有社團的打手，本來旱鴨子的她三兩下就學會游泳，還可以把困在沙洲的智乃救回來，只是不擅吹箭。不過個性其實很容易害羞，也很怕寂寞，有一次扭傷腳，心愛等人探望她之後決定離開，結果被她拿槍威脅不准走。雖然不怕槍聲，但很怕牙醫工具發出的聲音，也因此害怕看牙醫。
家裡有一隻獨眼兔娃娃「狂野小子」，是自己做的，後來也做了一個給智乃，理世非常疼愛他，平時會跟他說話，還會讓他背小模型槍。還有自己專用的軍械庫用來蒐藏各種槍支。
有時會身兼髮型模特兒，但因為害羞不敢讓別人知道；後來在路上不小心被智乃看到，但由於理世把頭髮放下並弄成捲髮，讓智乃沒有發現她是理世本人，理世就因此化名「蘿絲」（ロゼ）蒙混過去；之後心愛和智乃看到她那個樣子，她都會自稱是蘿絲，但後來還是被識破。隔天心愛扮成萌香回敬，但最後因為假髮掉落而被智乃識破，智乃生氣地表示，如果兩人再捉弄她的話就沒有零食可以吃了。
平時會照顧「智麻惠」小隊，也因為受到她們的影響，畢業之前決定未來要當小學老師，對應心愛的特性，只要被叫「老師」，即使沒有鬧鐘叫也能立刻起床。
另外在第二季與角色歌中與智乃、紗路組成「被耍的團團轉隊（振り回され隊）」，常常吐槽心愛與千夜的行為。
於2020年8月號正式升上大學。
姓名源自於一种名为「夏日香氣」（Thé des Alizés）的法式绿茶。
宇治松千夜（聲：佐藤聰美）
生日：9月19日、血型：O型、身高：157cm、代表色：綠色
15歲高一生→16歲高二生→17歲高三生，和菓子店甘兔庵的看板娘，心愛的同班同學，黑色長髮，有著大和撫子的長相，擅長做各式各樣的和菓子，平時最大的興趣是為剛研發完成的新和菓子取名字，但本人認為用普通的名字沒什麼意思，所以取的名字都很詩情畫意，因此除了心愛以外，沒有人知道那本來是什麼和菓子，會產生這種興趣的原因在於小時候紗路認為Rabbit House的菜單名取得很厲害（其實都是普通的咖啡名），讓千夜有很大的敗北感。吃到比自己做得還要好吃的和菓子之後，會因此失去信心，心情會很不好，也會吃不下飯。
為了招攬顧客，經常想一些怪點子，例如理世來兼職打工時，決定舉辦軍事迷彩月，也因為想像力豐富的關係，稀鬆平常的事都可以被她往奇怪的方向去想。平常也擔任裝傻的角色，會和心愛臨時組成相聲搭檔。最大的目標就是要擴大甘兔庵的經營，成為大型和菓子連鎖店。
紗路的青梅竹馬兼鄰居，喜歡捉弄她，常常爆她以前的料，似乎挺喜歡鬼故事，可能因為紗路很怕鬼，故每逢夏天都會邀請她試膽和夜晚看恐怖電影。羡慕Rabbit House的三人組，有互相支持的工作夥伴，所以經常玩Rabbit House家家酒。很希望能與紗路一起工作，家裡也有一套她尺寸的和服，但因害羞而無告訴她。有一次，聽見紗路説不想在甘兔庵工作時感到很受傷。
本身很討厭運動，也沒什麼體力，曾經打算請理世教她念書，但一聽到要鍛鍊出能熬夜的身體就打消念頭，心愛曾說她只有做和菓子和被逼到退無可退時才會發揮全力，其發揮的全力也相當驚人，例如划船時可以從最後瞬間變成第一名，意外的很會閃避躲避球（或其他朝她的攻擊或飞向她的东西，例如理世的水槍），但本人都是在非刻意的情況下閃避。
在電影版的角色歌中與麻耶與惠組成「千麻惠隊」。
姓名源自於宇治抹茶。
桐間紗路（聲：內田真禮）
生日：7月15日、血型：A型、身高：151cm、代表色：黃色
15歲高一生→16歲高二生→17歲高三生，住在甘兔庵隔壁的少女，金色短髮，貧乳，是理世的學妹、千夜的青梅竹馬。會因為咖啡因而變得過度興奮，效果會隨咖啡的種類而有所不同，例如個性會變得跟心愛一個樣，或感覺置身天堂，和變成偶像，但本人事後會想不起那段記憶。由於理世曾經幫助紗路趕走流氓兔，從此仰慕著帥氣的學姊理世，所以當千夜在理世面前說她以前的糗事時她都會盡全力阻止。
小時候常被豆餡咬，讓她非常怕兔子，當流氓兔坐在傳單上她不敢把牠抱走，而是下跪要牠趕快走，還有因為豆餡在的關係，讓她不敢進甘兔庵，甚至被小隻的兔子舔腳會發出慘叫，直到在理世的牽引下收養野雁（即前文的流氓兔），才讓兔子恐懼症有所改善。此外，本身也很怕鬼。玩吹箭意外的厲害，能百發百中。
雖然就讀大小姐學校，但是實際上住的是破屋，過著貧困的生活，父母也外出工作，因此平時由千夜照顧她的生活起居，為了不想讓其他人知道她的家境，便養成了大小姐的言行舉止，不過由於過於逼真，讓心愛等人以為她是真的大小姐，直到心愛等人看到紗路本人從自己家裡走出來才真相大白。在學校功課很好，是學費全免的資優生，廚藝也相當不錯，智乃形容她是全身上下找不到一絲缺點的人。
為了賺錢，常到专卖花草茶的花茶店Fleur de Lapin打工，也在可麗餅店、冰淇淋店打工。有戀瓷器癖，放學後或是有空時經常去瓷器店欣賞。
有時因為打工而扮成怪盜兔。
姓名源自於吉力馬札羅咖啡。
條河麻耶（聲：德井青空）
生日：8月8日、血型：O型、身高：140cm
13歲中二生→14歲中三生→15歲高一生，智乃的同班同學，黑髮（動畫化後改為藍髮）、身材嬌小的女孩子，有小虎牙，個性爽朗。喜歡直呼別人名字，而不帶稱呼，但某次有求於心愛而稱她為姐姐。第一次遇到理世時說自己會CQC，因此曾經讓理世誤會她是軍人（事实上是她模仿了电视里的台词）。除了智乃及小惠以外，對理世也有著深厚的感情，曾經和理世到處去玩，也向理世訴說擔心分班之後不能和智乃及小惠同班的心情。手藝很差，做出來的司康饼難吃到被理世稱為「地雷司康」，心愛在吃時還得塗一堆果醬掩蓋味道。其實學業成績不錯，只是喜歡裝傻。打算跟紗路一樣，以學費全免特招生進入精英學校，以減輕家裏的負擔。
於2018年6月號收到合格通知，並於2020年8月號正式升上高中。
姓名源自於一种名為Jogmaya Pearls的大吉岭白茶。
奈津惠（聲：村川梨衣）
生日：11月2日、血型：A型、身高：145cm
13歲中二生→14歲中三生→15歲高一生，智乃的同班同學，紅色頭髮，經常紮著卷髮雙馬尾，垂在胸前，和智乃差不多高，有點天然呆。初次見到心愛時，被心愛的溫柔和做麵包的手藝所感動，讓她對心愛有很大的憧憬。手藝比起麻耶就好很多，讓理世頗為讚賞。和麻耶有心電感應，可以藉由麻耶的眼神來判斷她的想法。
由於自己的母親是芭蕾舞老師，從小就有學芭蕾舞，以至於一聽到芭蕾舞音樂身體就會不自覺地動起來。
打算進入母親的母校，理世與紗路就讀的精英學校。
最近和千夜學吐槽術，漸漸地得心應手。
於2018年6月號收到合格通知，並於2020年8月號正式升上高中。
姓名源自於肉豆蔻。

### Rabbit House
提比（聲：清川元夢）
本名是提比·高登·奧倫橘比可（ティッピーゴールデンフラワリーオレンジペコ），Rabbit House所飼養的安哥拉兔，平常總是待在智乃的頭上，毛茸茸的模樣很受到心愛的喜愛。實際上提比是Rabbit House的老闆，也就是智乃的爺爺，由於某種因素變成雌兔，至於原因並未透露，而提比是原本在Rabbit House所飼養的雌兔。本身會說話，說話的聲音也是智乃爺爺本人的聲音，不過這件事都被智乃用腹語術这个理由矇混過去。目前只有智乃和她父親知道提比會說話，以及提比其實是智乃爺爺的事實。之後為了安慰低潮的青山，在智乃的鼓勵下偶爾會跟她說話。
會用喝完的咖啡漬來占卜，準確率很高，因此受到客人大獲好評，也曾經算中心愛會過著辛苦的一天。
和兒子隆宏在經營上有些許敵對關係，在隆宏開的酒吧规模比他的咖啡店還大時，露出嫉妒的表情。
萬聖節時表示自己是被天堂拒收的人。
姓名源自於一种名为「毛尖金艳橙白毫」（Tippy Golden Flowery Orange Pekoe）的红茶。
香風隆宏（聲：速水獎）
智乃的父親，身材相當高大，留鬍子。Rabbit House晚上會變成酒吧，他是酒吧的店長，提比平時也會待在吧台上陪他營業酒吧。Rabbit House一度經營不善時，他演奏爵士樂拉回不少客源。擁有很厲害的廚藝，做出來的和菓子連千夜吃了之後都自嘆不如。也會用剩飯剩菜做出非常可愛的兔子形狀便當，給智乃帶去學校當午餐。
跟理世的父親是好朋友，隆宏的調酒技術也是從他那裡學來的。有一次理世在家看到蟑螂時，拿起酒瓶砸死，卻意外的把酒瓶砸破（動畫版改成練習羽毛球發球時，球拍飛出去而打破），之後隆宏從智乃爺爺珍藏的葡萄酒中拿一瓶送給理世的父親。
香風咲（聲：水樹奈奈）
已故。智乃的母親，隆宏的妻子。
髮色银色。与安静的智乃不同，性格开朗。去世之前有在制作Rabbit House制服，除了现在在用的3件不同颜色制服外，还有未完成的黄色装和绿色装。
和丈夫隆宏一样涉足爵士乐，心爱看到她歌唱时的照片后说她是“真正的歌姬”。
喜欢收集杂货，杂货都堆到放不下了。
会玩魔术，特别是从手里变出糖果的魔术很拿手。在万圣夜回到現世教给心爱這項魔術，就離開了。
和心愛的媽媽是朋友。

### 甘兔庵
千夜的奶奶（聲：一城美由希）
甘兔庵的店主，多年前和智乃的爺爺是敵對關係，雖然智乃的爺爺視她為宿敵，但千夜的奶奶並沒有把他放在眼里，讓提比知道之後簡直氣炸，直接單槍匹「兔」特攻到甘兔庵。其實彼此不只競爭，也曾經推出過聯名商品「咖啡蜜豆涼粉」和「咖啡羊羹」，但彼此對於咖啡和和菓子的比率依然互不相讓。
面惡心善，當智乃來甘兔庵工作時告誡她會嚴格督促工作內容，但休息時會請她吃和菓子。
豆餡
甘兔庵的招牌兔，是一隻害羞的黑色公兔，頭上戴著皇冠，沒事時不會動，有一天遇到來店裡的提比而喜歡上牠，從那天起只要提比有來甘兔庵，都會直接衝向牠。平常會吃千夜所做的和菓子。小時候紗路經常被豆餡咬，因此不擅長對待豆餡，進而導致她討厭兔子，現在豆餡看到紗路還是會衝上去咬她。偶爾會被烏鴉抓到天上，但是掉下來時都會掉到心愛的食物上。

### Fleur de Lapin
野雁
紗路飼養的兔子，灰毛飛機頭，臉部右側有很大的十字疤痕，平時還會含著樹枝，其特徵使得在未命名前紗路稱牠為流氓兔。本來為流浪野兔，後來住進紗路家的閣樓，被千夜和理世以可以克服兔子恐懼為由請紗路讓牠留下（也明顯有些改善）。個性講道義，會交香草給紗路當作住宿費，但香草來源其實是紗路自己在院子裡種的。
名字是理世取的，來自於傭兵題材的電影《野雁突擊隊》。

### 鎮上的人們
青山翠／青山Blue Mountain（聲：早見沙織）
生日：10月27日、血型：B型、身高：163cm
Rabbit House的常客，小說家，有著神出鬼沒的特性。還是學生時認識智乃的爺爺，寫小說時經常受他鼓勵並獲得不少建議，使她決定成為小說家。經常拖稿和到處跑，避開真手凜。
後來以智乃的爺爺為範本寫了一本小說《變成兔子的咖啡師傅》，非常暢銷，還被改編成電影，提比本人看了電影之後非常開心。不過，本人聽到心愛念自己的小說內容時，會感到很害羞。
有一次弄丟智乃爺爺所送的筆，心情大受影響而遭遇到低潮，最後辭去小說家的工作來到Rabbit House打工；後來筆被提比找到之後，便重拾信心回復小說家的職務，之後又以紗路為範本寫了一本小說《咖啡因戰士》。現在一邊寫小說一邊在Rabbit House的酒吧兼差。
興趣是觀察人，也會藉此找尋創作靈感，不過每次觀察紗路都是看大腿（還曾經因為這樣被趕出來）。偶爾會幫千夜想新作和菓子的名字。
從學生時期所穿的制服來看，可以判斷是理世和紗路的學姊，直到原作第48話才正式公佈這層關係。學生時期隸屬於文藝社，不過不常在文藝社裡，反而跑到各個社團給予寶貴意見而有了外號「Miss翠星石」，但亂跑的結果都是被文藝社的學妹真手凜拖回去。凜現在還擔任她的責任編輯，兩人的關係依然持續下去，她現在也會稱呼凜為小凜。而當上作家後依然经常拖稿和到处跑，最後都被凜拖回去，被凜拖回去的時候都會不斷亂叫來假裝沒聽到凜的抱怨。
姓名源自於藍山咖啡。
真手凜（聲：木村珠莉）
青山翠的學妹和支持者，現在是她的責任編輯。看見紗路角色扮演的怪盜兔時會靠過去看。
鑒於職業是責任編輯，所以稱青山翠為「青山老師」，但由於學生時期的情誼，所以有時候會稱她為「小翠」。
被問及與青山翠的關係時，會變得害羞，稱呼改為「小翠」，臉紅和語無倫次。然而每次把青山翠拖回去時，儘管青山翠都會不斷亂叫來假裝沒聽到，但她還是繼續抱怨下去。
在理世與紗路所在的學校中以校友的身份演講，因為自己老是被青山翠耍得團團轉，所以要求如果有看到青山翠，就要大家通知她。
姓名于动画中首次出现，后在漫画中得到确认，源自於曼特寧咖啡（Mandehling Coffee）。
理世的父親（聲：東地宏樹）
與智乃爸爸是朋友，本身是軍人，特徵為獨眼且留有山羊鬍，以前和隆宏是對手，後來成為戰友，隆宏退伍之後就教他經營酒吧的心得，現在也會到酒吧光顧。
惠的母親（聲：井上喜久子）
芭蕾舞教師。在小豆隊學習芭蕾舞的時候，讓前來探望的心愛她們體驗了芭蕾舞，認為理世和紗路有優秀潛質，勸說她們成為芭蕾舞的學生。
狩手結良（聲：大西沙織）
大小姐學校的吹箭部長。理世的老相識，高中畢業跟理世入讀同一間大學。主角群去旅行时暫時在理世的家中打工。
姓名源於金盞花（Calendula）。

### 保登麵包店
保登萌香（聲：茅野愛衣）
心愛的姊姊，最初只有在心愛的夢中出現過，於原作第43話中正式登場。在心愛升上高二時來到Rabbit House，目的在於見識心愛的成長。
個性跟心愛完全一個樣，也很愛抱人，被理世說「確實能感受到深深的血緣關係……」，擁有極強的「姊姊氣場」，能讓對方覺得她很可靠，並且被她擁抱的人會感受到如同母親的安全感。從小就是心愛最憧憬的對象，經常模仿她的行為，也經常和她競爭，但心愛說自己沒有一次贏過萌香。各方面實力都遠超過心愛，社交能力很強，能很快學會拉花，麵包做得比心愛好吃，甚至可以一人完美場控門庭若市的麵包店。唯一的弱點只有怕心愛對她冷淡，會難過到哭出來。離開前認為心愛已經不是再模仿她、而是成為真正的「姊姊」，便把隨身攜帶的擀麵棍傳授給她。後來心愛從老家回Rabbit House的時候，表示最憧憬的依然是萌香，希望可以成為像萌香一樣讓他人歡笑的人。
本身是青山小姐的書迷，見到她時請她在擀麵棍上簽名，後來青山以她為範本寫了《烘焙女王》，心愛從老家回來時，萌香也叫心愛要青山小姐幫忙在書上簽名。
有電單車駕照，懂得翹前輪。
雖然各方面都遠超心愛，但實際上為了能成為妹妹的榜樣，她大部分的技能都是瞞著心愛偷偷練習的，就連在Rabbit House做出來的拿鐵拉花也是瞞著心愛接受了隆宏的特訓和指導才做出來的（雖然心愛早就知道了）。
目前在訓練如何泡咖啡，然而泡出來都很難喝，自己還吐槽自己的咖啡像泥水一樣。
姓名源自於摩卡咖啡。
保登千代子（聲：皆口裕子）
保登心爱的母亲，喜歡和服之類的服裝。看到心愛寄回家鄉的照片後，看到心愛有元氣的樣子安心不少。跟智乃的母親高中時就是朋友。
心愛的哥哥（聲：原田薰、德井青空）
在家排行老二、老三（兩人都是萌香的弟弟、心愛的哥哥），分別對法律與數學有興趣。心愛之所以會想當律師和數學很好，都是因為受到哥哥們的影響。

### 都市的人們
神沙夏明（聲：種崎敦美（4/1愚人節官方活動））
生日：6月15日、血型：AB型、身高：151cm
金髮紅瞳，短髮，Bright Bunny社长的双胞胎女兒中的妹妹。心愛一行人在火車上遇到，後來在水上公園重遇，在旅行最后一天入住了主所住的酒店。旅行结束后去了主角群的小镇，与麻耶和惠上同一所高中，在玩游戏时救了麻耶而被麻耶仰慕，成为好友。
相对姊姊映月，性格偏向傲娇，经常需要操心姊姊脱线的行为，但希望旁人能平等看待她们双胞胎两人。
姓名源於生薑茶和枣茶（Ginger tea and jujube tea）。
神沙映月（聲：上田麗奈（4/1愚人節官方活動））
生日：6月15日、血型：AB型、身高：151cm
金髮紅瞳，長髮，Bright Bunny社长的双胞胎女兒中的姊姊。心愛一行人在火車上遇到，後來在水上公園重遇，在旅行最后一天入住了主角群所住的酒店。旅行结束后去了主角群的小镇，与麻耶和惠上同一所高中。喜欢芭蕾舞，所以和惠关系很好。
相对妹妹夏明，性格更加天然呆，放下戒心后有更随意的举止，会出于好奇会问一些失礼的问题，和心爱的思路相似。
姓名源於薑汁汽水（Ginger ale）。
風衣葉冬優（聲：石見舞菜香（角色歌CD））
生日：1月24日、身高：149cm
與智乃同齡，擅長腹語術和國際象棋，國際象棋比智乃更厲害，喜欢猫。由于升学离开家乡，与智乃上同一所高中，寄宿在主角群居住的小镇里新开的Bright Bunny并打工。
性格腼腆内向怕生，被心爱评价像以前的智乃。十分仰慕心爱活泼有生气的形象，来到小镇后称呼心爱为心姐（ココ姉）。
姓名源於短舌匹菊（Feverfew）。
心愛的爸爸
戴眼鏡，在都會的大學擔任教授。
宇治松千鳥
千夜的母親，短髮，作為採購員在各地奔走，與紗路的母親相識。
紗路的媽媽
陶器工匠，與紗路的爸爸一起經營陶器工房，生產的陶器被千鳥形容為只有她會買。

### 心爱与千夜高二的同学
麻衣（聲：日笠陽子）
班级的班长，通常被同学们称为班长。
对大小姐高中有执念，曾经报考大小姐高中作为第一志愿但是落败。后来在文化祭上以交换制服为借口穿上了梦寐以求的大小姐高中校服，并且拖了很久才归还。
在班内推选学生会长参选人的选举中以微弱的优势败给了在文化祭上大放异彩的千夜，不过后来千夜主动放弃名额，故替补参选并竞选成功，并在甘兔庵办了庆祝仪式。
高三时被分入了千夜的班级，并宣称要“马上让千夜忘掉心爱的事”。
学生会长任内发动了与大小姐高中联动的球类运动大会，不过在与纱路的网球对战中败得很彻底。
玲（聲：田澤茉純）
留有一头金色长发，经常担任吐槽役。
高三时被分入了心爱的班级，并宣称会“好好疼爱心爱的”。
佳乃（聲：嶺內智美）
有着蓝色短发和蓝瞳的少女，动画版中眼睛的高光与其他角色稍显不同。
和心爱一样是来自小镇以外的人。在木匠家中寄宿兼打工，力气很大。在文化祭期间和理世进行了掰手腕对决，增进了友情。
性格活泼，与玲同为吐槽役担当。另外气质和说话用语有点像假小子，还曾出现过把冬季校服的开襟衫系在腰上的打扮。
高三时和玲一起被分入了心爱的班级。
杏（聲：桑原由氣）
留有一对紫色的双马尾。相对而言性格比较文静，对心爱等人去大小姐高中拿回来的一些奇奇怪怪的面具感到震惊。
对占卜很有兴趣，有阅读星占的书籍，还曾在文化祭的布置方面提供风水方面的建议。在动画版中则通过塔罗牌猜中了智乃的身份。
高三时被分入了千夜的班级。
小夏（聲：貫井柚佳）
留有橙色的短发，并有一个小小的侧单马尾。
特征是“ω”形状的小猫嘴，性格也有些天然，在文化祭上警戒心爱“可怕”的朋友们时表现得像一个可爱的跟班。
高三时分入了千夜的班级。
美紀（聲：伊藤彩沙）
留有短发，戴有一个小型的X形发夹。
花梨（聲：白城奈央）
留有侧单马尾。

### 其他人物
千夜的父親
和菓子師傅，作品中提及但並未登場。
紗路的爸爸
陶器工匠，作品中提及但並未登場。

## 舞台
作品舞台為「木造房屋與石板路的小鎮」（木組みの家と石畳の街）。鎮上的房屋多為西洋風貌，除甘兔庵外，建築物、構造物、植物、雜貨等幾乎都見不到日本元素，但貨幣單位與日圓相同，均為円。作者表示，創作時廣泛參考了歐洲各地的世界觀，包括法國東部史特拉斯堡、科爾馬的風景，匈牙利塞切尼溫泉浴場的温泉西洋棋等。電視動畫制作時，製作方曾遠赴科爾馬、史特拉斯堡、蒙馬特、里克维尔、埃吉賽姆實地取材。
鎮上除Rabbit House、甘兔庵等主要角色所在的咖啡店外，還有多間学校、圖書館、温水浴場等設施，公園及街路上有不少野生兔生活。尋寶遊戲在鎮上居民間很流行，不少地方藏有寶物地圖。青山Blue Mountain原作的兒童動畫《怪盗Lapin》在電視上播放。

## 書籍與出版物
《請問您今天要來點兔子嗎？》最初在日本芳文社發行的四格漫畫雜誌《Manga Time Kirara MAX》2011年3月號（2011年2月發行）開始連載，單行本發行後歸類在《Manga Time KR Comics》（まんがタイムKRコミックス）叢書，於2012年2月27日出版發行第一冊單行本，至2020年12月25日為止發行到第九冊。臺灣及香港繁體中文版由尖端出版代理發行，2013年6月4日發行第一冊單行本，至2021年10月15日為止出版發行到第九冊。簡體中文版由天聞角川代理發行，至2024年6月出版發行到第六冊。
漫畫連載的同時芳文社在2014年5月27日出版全彩畫冊《Café du Lapin》，主要收錄第一冊到第三冊所使用的插圖。繁體中文版同樣由尖端出版代理發行，於2015年2月11日出版。於2020年10月27日及11月26日分別出版全彩畫冊《Café du Soleil》與《Café de Étoile》，分別收錄2014至2017年、2017至2020年為止的插圖。簡體中文版由天聞角川代理發行，於2024年4月出版。
在第一季動畫播放完畢後，芳文社在2014年9月27日出版電視動畫官方指南《Memorial Blend》，這本書籍同樣以全彩出版，主要介紹動畫版的相關的情報以及聲優與動畫製作人員間的訪談。
芳文社於2021年8月26日出版完全版漫畫《請問您今天要來點兔子嗎？Complete Blend》第一冊，以B5尺寸將雜誌連載時的彩頁以相同的彩頁方式收錄。完全版第一冊收錄了單行本第一、二冊的內容。

### 單行本
| 卷數 | 日本（芳文社） | 日本（芳文社）         | 臺灣、香港（尖端出版）      | 臺灣、香港（尖端出版）                                                            | 中國大陸（天闻角川） | 中國大陸（天闻角川）   |
| 卷數 | 發售日期       | ISBN                   | 發售日期                    | EAN                                                                               | 發售日期             | ISBN                   |
| ---- | -------------- | ---------------------- | --------------------------- | --------------------------------------------------------------------------------- | -------------------- | ---------------------- |
| 1    | 2012年2月27日  | ISBN 978-4-8322-4119-0 | 2013年6月4日                | EAN 4717702255053 ISBN 978-6-2630-2264-5                                          | 2023年12月           | ISBN 978-7-5583-3707-9 |
| 2    | 2013年2月27日  | ISBN 978-4-8322-4269-2 | 2013年8月20日 2013年8月13日 | EAN 4717702256487（一般版） EAN 4717702256760（通路特裝版）ISBN 978-6-2630-2270-6 | 2023年12月           | ISBN 978-7-5583-3707-9 |
| 3    | 2014年3月27日  | ISBN 978-4-8322-4420-7 | 2014年8月8日                | EAN 4717702262136（一般版） EAN 4717702262143（通路特裝版）ISBN 978-6-2630-2271-3 | 2024年3月            | ISBN 978-7-5583-3608-9 |
| 4    | 2015年9月26日  | ISBN 978-4-8322-4617-1 | 2016年2月5日                | ISBN 978-957-10-6399-7（一般版） EAN 4717702268961（通路特裝版）                  | 2024年3月            | ISBN 978-7-5583-3608-9 |
| 5    | 2016年8月27日  | ISBN 978-4-8322-4734-5 | 2017年2月6日                | ISBN 978-957-10-7191-6（一般版） EAN 4712966351565（通路特裝版）                  | 2024年6月            | ISBN 978-7-5583-4357-5 |
| 6    | 2017年11月9日  | ISBN 978-4-8322-4894-6 | 2018年2月1日                | ISBN 978-957-10-7973-8（一般版） EAN 4712966353439（通路特裝版）                  | 2024年6月            | ISBN 978-7-5583-4357-5 |
| 7    | 2018年11月7日  | ISBN 978-4-8322-7119-7 | 2019年4月10日               | ISBN 978-957-10-8494-7（一般版） EAN 4712966358472（通路特裝版）                  | 2025年4月            | ISBN 978-7-5583-4657-6 |
| 8    | 2019年9月27日  | ISBN 978-4-8322-4990-5 | 2020年1月31日               | ISBN 978-957-10-6583-0（一般版） EAN 4711228581986（通路特裝版）                  | 2025年4月            | ISBN 978-7-5583-4657-6 |
| 9    | 2020年12月25日 | ISBN 978-4-8322-7237-8 | 2021年10月15日              | ISBN 978-626-30-8860-3（一般版） EAN 4711228584574（通路特裝版）                  |                      |                        |
| 10   | 2021年12月25日 | ISBN 978-4-8322-7333-7 | 2022年7月29日               | ISBN 978-626-33-8058-5（一般版） EAN 4711228588312（通路特裝版）                  |                      |                        |
| 11   | 2023年2月22日  | ISBN 978-4-8322-7438-9 | 2024年10月11日              | ISBN 978-626-40-3168-4                                                            |                      |                        |
| 12   | 2024年3月27日  | ISBN 978-4-8322-9533-9 |                             |                                                                                   |                      |                        |

### 畫冊
| 卷數 | 標題           | 日本（芳文社） | 日本（芳文社）         | 臺灣、香港（尖端出版） | 臺灣、香港（尖端出版） | 中國大陸（天闻角川） | 中國大陸（天闻角川）   |
| 卷數 | 標題           | 發售日期       | ISBN                   | 發售日期               | EAN                    | 發售日期             | ISBN                   |
| ---- | -------------- | -------------- | ---------------------- | ---------------------- | ---------------------- | -------------------- | ---------------------- |
| 1    | Café du Lapin  | 2014年5月27日  | ISBN 978-4-8322-4448-1 | 2015年2月11日          | EAN 471-7702-26518-2   | 2024年4月            | ISBN 978-7-5583-4206-6 |
| 2    | Café du Soleil | 2020年10月27日 | ISBN 978-4-8322-7225-5 | 2021年10月15日         | ISBN 978-626-30-8857-3 | 2024年4月            | ISBN 978-7-5583-4204-2 |
| 3    | Café de Étoile | 2020年11月26日 | ISBN 978-4-8322-7232-3 | 2021年10月15日         | ISBN 978-626-30-8856-6 | 2024年4月            | ISBN 978-7-5583-4205-9 |

### 電視動畫官方指南
| 卷數 | 標題           | 日本（芳文社） | 日本（芳文社）         |
| 卷數 | 標題           | 發售日期       | ISBN                   |
| ---- | -------------- | -------------- | ---------------------- |
| 1    | Memorial Blend | 2014年9月27日  | ISBN 978-4-8322-4486-3 |
| 2    | Miracle Blend  | 2016年3月26日  | ISBN 978-4-8322-4683-6 |

### 漫畫選集
集合不同漫畫家所創作的點兔短篇的單行本，可以理解為官方同人本。
| 標題                                                           | 日本（芳文社） | 日本（芳文社）         |
| 標題                                                           | 發售日期       | ISBN                   |
| -------------------------------------------------------------- | -------------- | ---------------------- |
| 請問您今天要來點兔子嗎？漫畫選集 1（ご注文はうさぎですか？ アンソロジーコミック 1）                         | 2014年4月26日  | ISBN 978-4-8322-4436-8 |
| 請問您今天要來點兔子嗎？漫畫選集 2（ご注文はうさぎですか？ アンソロジーコミック 2）                         | 2015年9月26日  | ISBN 978-4-8322-4618-8 |
| 請問您今天要來點兔子嗎？智麻惠隊選集 〜Happy Diary!〜（ご注文はうさぎですか？ チマメ隊 アンソロジー 〜Happy Diary!〜）      | 2016年11月25日 | ISBN 978-4-8322-4768-0 |
| 請問您今天要來點兔子嗎？Rabbit House 選集 〜coffee break〜（ご注文はうさぎですか？ ラビットハウスアンソロジー 〜coffee break〜） | 2017年11月9日  | ISBN 978-4-8322-4894-6 |

### 完全版
| 標題                                     | 日本（芳文社） | 日本（芳文社）         | 臺灣、香港（尖端出版）     | 臺灣、香港（尖端出版）                                                                 |
| 標題                                     | 發售日期       | ISBN                   | 發售日期                   | ISBN                                                                                   |
| ---------------------------------------- | -------------- | ---------------------- | -------------------------- | -------------------------------------------------------------------------------------- |
| 請問您今天要來點兔子嗎？Complete Blend 1 | 2021年8月26日  | ISBN 978-4-8322-7302-3 | 2023年8月1日 2023年7月27日 | ISBN 978-6-2635-6862-4 EAN 4717702295080（通路特裝版） EAN 4717702295097（會場限定版） |
| 請問您今天要來點兔子嗎？Complete Blend 2 | 2021年9月27日  | ISBN 978-4-8322-7307-8 |                            |                                                                                        |
| 請問您今天要來點兔子嗎？Complete Blend 3 | 2022年9月27日  | ISBN 978-4-8322-7399-3 |                            |                                                                                        |
| 請問您今天要來點兔子嗎？Complete Blend 4 | 2023年10月27日 | ISBN 978-4-8322-7495-2 |                            |                                                                                        |
| 請問您今天要來點兔子嗎？Complete Blend 5 | 2025年3月27日  | ISBN 978-4-8322-9625-1 |                            |                                                                                        |

## 电子游戏
MIRACLE GIRLS FESTIVAL
SEGA于2015年12月17日发售的节奏游戏，适用于PlayStation Vita平台。包括本作在内，游戏中共有11个作品的角色登场。
请问您今天要来点兔子吗？？Wonderful Party!
5pb.（MAGES.）于2016年3月3日发售的咖啡厅打工冒险游戏，同样是PlayStation Vita平台。
閃耀幻想曲
Drecom運營的智能電話用遊戲。2018年11月6日，心愛、智乃登場。理世於2019年2月14日，千夜、紗路於同年4月25日，麻耶、惠於9月25日追加登場，萌香2020年登場。

## 虚拟演唱会
为了纪念NBC环球动漫 x 音乐30周年，利用元宇宙应用“VARK”在2022年9月25日举行了虚拟演唱会，由角色心爱、智乃、理世、千夜、纱路组成的组合“Petit Rabbit's”演出。之后在2023年2月23日举行了第二场，同样由组合“Petit Rabbit's”演出。2023年7月29日举行了第三场，在原有组合上追加麻耶和惠组成“Petit Rabbit's with beans”演出。

## 備註
1. ↑  2010年10月19日发售。
2. ↑  2011年1月19日发售。
3. ↑  姓名于2019年4月1日愚人节官网先行发布，OVA「〜Sing for You〜」中正式发布。
4. ↑  之后心爱把它们做完了[27]。
5. ↑  木棉花譯作「萌香」，台湾尖端出版和哔哩哔哩翻译作“摩卡”。
6. ↑  全名公开自作品2022年愚人节活动剧情中。中文名为暂译名称。
7. ↑  心愛、智乃、理世等主要角色所在学校未有明確設定為女校，不過這些学校都只有女生登場。

## 外部連結
- Manga Time Kirara Web （页面存档备份，存于） （日語）
- Extremity Of Thanks（作者的個人網站） （页面存档备份，存于） （日語）
- 請問您今天要來點兔子嗎？？ Wonderful Party! PSVita遊戲官方網站 （日語）